# Орделаффи, Синибальдо II
Синибальдо II Орделаффи (Sinibaldo II Ordelaffi) (1467 — 14 июля 1480) — сеньор Форли в течение нескольких месяцев 1480 года.
Сын Пино III Орделаффи и его второй жены Цаффиры Манфреди (по другим данным — внебрачный сын от одной из любовниц). После смерти отца (февраль 1480) стал сеньором Форли, правил под опекой мачехи — Лукреции Пико делла Мирандола.
На наследство претендовал двоюродный брат Синибальдо II — Чекко (Франческо) Орделаффи (1461-1488), сын Франческо IV Орделаффи, сеньора Форли в 1448-1466. Он организовал в городе народное восстание. Синибалдо бежал в Рокка ди Равальдино, где и умер от неизвестной болезни.
Ситуацией воспользовался папа Сикст IV. Он объявил Форли собственностью Святого Престола и  передал его своему племяннику Джироламо Риарио, который во главе вооружённого отряда вступил в город 4 сентября 1480 года.